# Lixi (köpinghuvudort i Kina, Jiangxi Sheng, lat 29,25, long 114,84)
Lixi är en köpinghuvudort i Kina. Den ligger i provinsen Jiangxi, i den sydöstra delen av landet, omkring 120 kilometer nordväst om provinshuvudstaden Nanchang. Antalet invånare är 22 225. Befolkningen består av 10 946 kvinnor och 11 279 män. Barn under 15 år utgör 18,0 %, vuxna 15-64 år 73 %, och äldre över 65 år 7,0 %.
Runt Lixi är det ganska tätbefolkat, med 96 invånare per kvadratkilometer. Närmaste större samhälle är Chuantan, 16,2 km väster om Lixi. I omgivningarna runt Lixi växer i huvudsak blandskog.
Genomsnittlig årsnederbörd är 2 238 millimeter. Den regnigaste månaden är maj, med i genomsnitt 386 mm nederbörd, och den torraste är januari, med 46 mm nederbörd.